# 香月恕経
香月 恕経（かつき じょけい / ゆきつね、1842年7月21日（天保13年6月14日）- 1894年（明治27年）5月18日）は、幕末の医師、明治期の政治家、教育者。衆議院議員。玄洋社社員。幼名・恕吉郎、字・子貫。号・晦処、晦洞。

## 経歴
筑前国夜須郡下浦村（現福岡県朝倉市下浦）で、医師・香月春庵の長男として生まれる。佐野東庵（甘木高原町）の私塾梅西舎で漢籍を、医師・深水玄門（熊本）に漢方内科医術を、玉井養純（筑後国生葉郡）に漢学・医術をそれぞれ師事した。文久2年（1862年）父の死去により家督を相続し医業を開業し、幕末には国事に奔走した。
明治2年3月13日（1869年4月24日）秋月藩に同藩の情報を久留米藩に提供したとして捕らえられたが、同月17日に釈放された。同年12月、秋月藩の下士に取り立てられ藩校稽古館副訓導に就任し、さらに同訓導、郡村教導役兼郡監察、零落村見ヶ締役および新町開拓係を務めた。
1873年、筑前竹槍一揆で三潴県に投獄され、1877年、秋月の乱でも獄に繋がれた。1879年、民権政社集志社を設立して社長となり、筑前共愛会夜須郡部長も務めた。1880年、国会期成同盟幹事に当選し自由民権運動に加わる。1881年、甘木中学校長に就任し、そのかたわら雖無（すいむ）学舎を開設した。1884年、甘木中学校長を辞任して玄洋社で教育を担当した。1887年、福陵新報が創刊されると幹事に就任した。
1890年7月、第1回衆議院議員総選挙に福岡県第二区から出馬して当選。第2回総選挙でも再選され、衆議院議員を二期務め、条約改正反対を主張し活動した。